# Kreba-Neudorf
Kreba-Neudorf (hornolužickosrbsky Chrjebja-Nowa Wjes) je obec v Horní Lužici v německé spolkové zemi Sasko. Nachází se v zemském okrese Zhořelec a má 854 obyvatel. Leží v lužickosrbské oblasti osídlení.